# The Winchester Woman
The Winchester Woman er en amerikansk stumfilm fra 1919 af Wesley Ruggles.

## Medvirkende
- Alice Joyce som Agatha Winchester
- Percy Marmont som David Brinton
- Robert Middlemass som Alan Woodward
- Jean Armour som Alma Fielder
- Lucy Fox som Julia Brinton